# Легенда о змају (ТВ серија)
Легенда о Змају (енгл. Legend of the Dragon) је анимирана серија која се састоји од 26 епизода праћених са 13 додатних епизода за укупно 39 епизода. Продуцирао га је BKN и премијерно је приказан у октобру 2006. године као део блока Jetix на Toon Disney-у. Након тога, премијера из два дела, "Trial by Fire" је приказана као Jetix Blockbuster на ABC Family у августу пре него што су сви jetix програми прешли у Toon Disney. У Великој Британији, првих 26 епизода емитовано је преко CBBC-а. Премијера је одржана у лето 2005. на каналу CBBC. Последњих тринаест епизода емисије емитовано је у Аустралији на Network Ten's Toasted TV од 19. марта 2008. и завршено је 2012. године.

## Радња
Емисија почиње када се претходни Златни Змај пренесе на загробни живот, а Анг и Линг Леунг, седамнаестогодишњи братски близанци, рођени у години Змаја, следећи су у низу за бенд моћ златног змаја и корисник свог мистичне способности да одбране смртни свет од зла. Анг нема уверења да ће постати Златни Змај, јер је Линг најбољи борац у Доџо-у. Линг је сигурна да ће постати Златни Змај. Међутим, када Учитељ Чин позове моћ Златног Змаја да изабере ко ће бити следећи златни Змај, он бира Анг. Понизени и бесни, Линг излази из храма и искушава га крајња мрачна и зла сила змаја у сени. Од тада, Анг је присиљен да се бори са својом сестром близанком.
У последњој епизоди прве сезоне, Двоструки змај, Линг је преплавила још већа сенка магије од оживеног цара најтамнијег Јинга, који јој наређује да освоји мистичну моћну зону Златног змаја из Анг. Међутим, Учитељ Чин открива Лингу да је једини начин да она с правом тврди да је бенд моћан да га убије. Ужаснута, Линг се потпуно ослободи мрака које ју је тако дуго преплавило, јер не може окончати свог брата близанца. Импресиониран, Чин каже како је све то био тест за Линг да следи свој прави пут. Он објашњава да, као Ангова сестра близнакиња, сада може и сама постати Златни змај. Чин који спаја позитивне и негативне енергије Златног змаја и бендове Двоструке Змајеве дарује још већу моћ Змајева Ватре на Анг и Линг као двоструки златни змајеви; и сада су двоструко јачи када раде заједно. Друга и завршна сезона (која се састојала од само тринаест епизода) почињ е реформираним Лингом, који се коначно враћа кући као други Златни Змај поред свог брата близанца. Сада су они, Чин и колеге чувари тигарских и мајмунских храмова спремни да заувек стану на крај зодијачком мајстору и цара најтамнијег Јинга. Међутим, цар се креће да се прегрупише у Храму Змаја Сенки, али не пре него што нападне и распада Храм златних змајева, остављајући Анг и Лингове снаге на граници немоћи. Срећом, Чин предлаже одлазак у дуго изгубљени храм сивог вука и искористити његове огромне количине негативне енергије за обнављање њихових снага. Док је Линг неко време био изложена злим енергијама Змаја сенки, она постаје лако искушавана негативним утицајем храма на њен ум и дух. Међутим, с мудрошћу Мајстора Чина, она и Анг успешно напунили своје бендове снаге без негативних ефеката. Иначе, цар успева да ослободи своју млађу сестру Јин Ви, чувара Ратне сенке, који је био затворен од стране једног од претходних Златних Змајева хиљаду година. Два брата и сестре планирају да освоје савремени свет и освете се на свих дванаест чувара јанга; посебно Златног Змаја. Док се крећу према Храму вука у сјени, хероји стижу тамо први и сусрећу се са К-Ло-ом, заштитником Сивог вука који је био један од Лингових савезника током њених мрачних времена као сенски змај и који изгледа да има интерес за њу, сада када је постала Златни Змај.